# Cryptocheiridium formosanum
Espèce
Synonymes
- Cheiridium formosanum Ellingsen, 1912

Cryptocheiridium formosanum est une espèce de pseudoscorpions de la famille des Cheiridiidae.

## Distribution
Cette espèce est endémique de Taïwan.

## Description
Le mâle holotype mesure 1,09 mm.

## Étymologie
Son nom d'espèce lui a été donné en référence au lieu de sa découverte, Formose.

## Publication originale
- Ellingsen, 1912 : H. Sauter's Formosa-Ausbeute. Pseudoscorpions from Formosa. I. Nytt Magasin for Naturvidenskapene, vol. 50, p. 121-128 (texte intégral).